# Савинець Михайло
Савинець Михайло (Псевдо:«Марко», «Новина»; 14 березня 1925, с. Бересть, Грубешівський повіт, тепер Польща — 19 жовтня 1945, Гміна Вирики, Володавський повіт, Польща) — український військовик, вояк УПА, лицар Бронзового хреста бойової заслуги УПА

## Життєпис
Освіта — середня: закінчив комерційну школу у м. Грубешів та вчительську семінарію. Керівник сітки Юнацтва ОУН у вчительській семінарії. Писар сотні УПА «Вовки І».
Загинув наскочивши на засідку. Похований у лісі на полі бою. Старший вістун (19.10.1945), булавний (19.10.1945) УПА.

## Нагороди
- Відзначений Бронзовим хрестом бойової заслуги (28.08.1945).